# الرابطة الطبية الكندية
الرابطة الطبية الكندية (بالإنجليزية: Canadian Medical Association، وتختصر إلى CMA) هي رابطة وطنية تطوعية للأطباء في كندا. هي تعد من منظمات المجتمع المدني وتحظى برعاية ملكية من الملكة إليزابيث الثانية. تدافع الرابطة عن حقوق أعضائها، كما تختص بالدفاع عن حق الجمهور في خدمة طبية عالية الجودة وتقوم بدور القيادة والإرشاد للأطباء.

## تاريخ الرابطة
أنشئت الرابطة سنة 1867، وكان أول رئيس لها السير تشارلز توبر، الذي صار فيما بعد رئيسًا لوزراء كندا، وكان الرؤساء الثلاثة الأوائل للجمعية من خريجي مدرسة طب جامعة إدنبرة.

## العضوية
تعد الرابطة الطبية الكندية أكبر رابطة للأطباء في كندا؛ إذ يبلغ عدد أعضائها ما يربو على 80 ألف عضو، وتتمتع الرابطة بالأولوية في مناقشة ومعالجة شؤون واهتمامات الأطباء الكنديين من الدراسة إلى التقاعد.

## المطبوعة الرسمية
تصدر الرابطة مطبوعة رسمية هي «مجلة الرابطة الطبية الكندية» (بالإنجليزية: The Canadian Medical Association Journal، ويختصر اسمها إلى CMAJ)، وهي دورية طبية عامة تنشر الأبحاث والتعليقات والتحليلات والمراجعات في الموضوعات السريرية والشؤون الصحية والجديد في الممارسة السريرية والافتتاحيات.

## وصلات خارجية
- الموقع الرسمي (بالإنجليزية) (بالفرنسية)